# Kaiyuantempel van Fuzhou
De Kaiyuantempel van Fuzhou is een boeddhistische tempel in Fuzhou (Fujian). De Fuzhounezen noemen de tempel Tiefo Si/铁佛寺.. Het is de oudste tempel van Fuzhou. Het werd in 549 tijdens keizer Liang Taiqing gebouwd en heeft hierdoor een bijna 1500 jaarlange geschiedenis. De vroegste naam van de tempel is Lingshan Si/灵山寺, die later in Dayun Si/大云寺 werd veranderd. In 1657 werd de Kaiyuantempel van Fuzhou herbouwd. In de tempel staat een ijzeren Boeddhabeeld van Amitabha Boeddha dat 5,3 meter hoog is.